# Fiktion (dokumentarfilm)
Fiktion er en dansk portrætfilm fra 2008, der er instrueret af Jesper Ravn efter eget manuskript. Filmen er den første i en serie af fire film instrueret af Jesper Ravn - med og om Jørgen Leth.

## Handling
Han skal fortælle en historie, han skal sidde i en bus, og han skal gå.